# Маріано Торхіторіо II
Маріано Торхіторіо II (італ. Mariano II Torchitorio II; бл. 1070 — бл. 1130) — юдик (володар) Кальярського юдикату в 1103—1130 роках. Низка дослідників враховує його як Маріано II.

## Життєпис
Походив з династії Лакон-Гунале. Старший син Салусіо II, юдика Кальярі, і Джорджії де Лакон. При народженні отримав ім'я Маріано. Вперше письмо згадується у 1087 році в грамоті дарування його батьків на користь монастиря Сан-Віктора в Марселі.
У 1090-х роках владу перебрав на себе співюдик Торбено, що був стрийком Маріано. Після смерті батька у 1103 році розпочав боротьбу проти Торбено, вирішивши звернутися по допомогу до Генуезької республіки, надавши кошти для церкви Сан-Лоренцо в Генуї. Його суперника підтримувала Піза. Маріано отримав 6 генуезьких галер на чолі із Оттоне Форнарі, який завдав поразки пізанцям.
Зрештою наприкінці 1103 або на початку 1104 року замирився зі стрийком, який знову став молодшим співюдиком. У 1107 році можливо здійснив прощу до Палестини.
Слідом за цим змінив ім'я на Торхіторіо II. Втім згодом мусив переорієнтуватися на Пізу, з якою уклав угоду, що передбачала захист від арабських піратів півострова Сулкід, за що юдик платив щорічно 1 лібр золота і корабель солі. Він також звільнив пізанських купців від митних зборів, а згодом надав інші привілеї пізанцям.

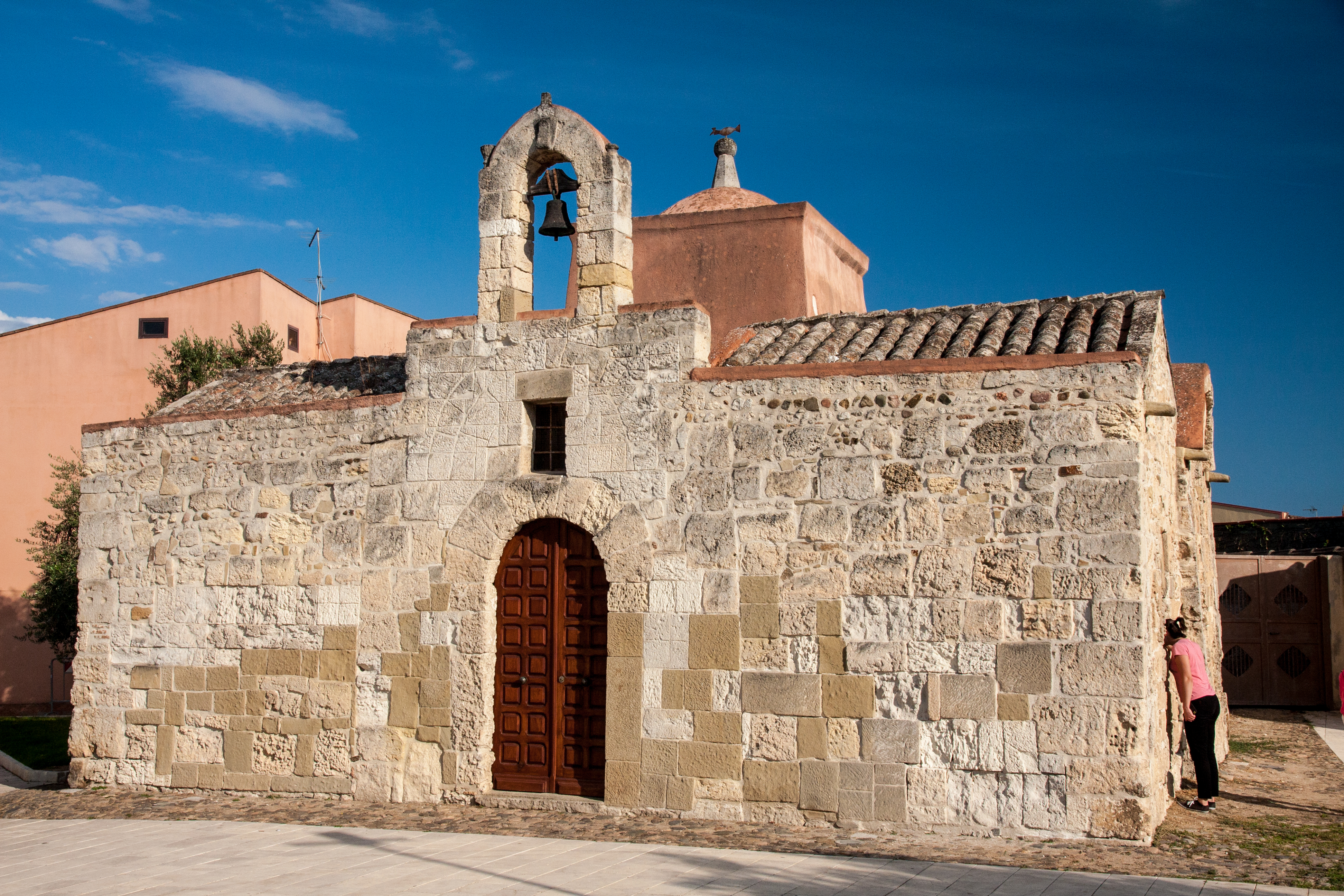
Церква Сан-Джованні Батиста

Разом з тим намагався також зберігати дружні стосунки з Генуєю. так, юдик надав кошти для церкви Сан-Джованні Батиста в м.Ассеміні, яка належала генуезцям. Крім того, разом з Торбено зробив значну пожертву монастиря Сен-Віктор в Марселі.
Водночас багато уваги приділяв захисту Сардинії від піратських атак з боку Майоркської тайфи. Тому допомагав Торбено військами і зброєю для участі з пізанським флотом у походах проти цієї тайфи, що відбувалися протягом 1113—1116 років.
Остання письмова згадка відноситься до 1121 року. Помер ймовірно близько 1130 року, оскільки вже 13 лютого 1130 року згадується як померлий. Йому спадкував син Костянтин Салусіо III.

## Родина
Дружина — Преціоза де Зорі.
Діти:
- Костянтин (д/н—1163), юдик Кальярі